# MGR-1 Honest John
El cohete MGR-1 Honest John fue el primer cohete tierra-tierra con capacidad nuclear del arsenal de los Estados Unidos. Originalmente designada como Artillery Rocket XM31, la primera unidad se probó el 29 de junio de 1951, y las primeras unidades producidas se entregaron en enero de 1953. Su designación se cambió a M31 en septiembre de 1953. Las primeras unidades del Ejército de los Estados Unidos recibieron sus misiles a finales de año  y los batallones Honest John se desplegaron en Europa a principios de 1954. Alternativamente, el cohete era capaz de transportar una ojiva ordinaria de alto explosivo que pesaba 1.500 libras (680 kg).
Cuando el último Honest Johns fue retirado de Europa a finales de los años 1980 (y reemplazado por el cohete de artillería no guiado M270 MLRS), el cohete había servido en las fuerzas militares de Bélgica, Gran Bretaña, Canadá, Dinamarca (no nucleares), Francia, Alemania, Grecia, Italia, Países Bajos, Noruega (no nuclear), Corea del Sur, Taiwán (no nuclear) y Turquía.